# Giovan Francesco Compagnoni Marefoschi
Giovan Francesco Compagnoni Marefoschi (Macerata, 22 settembre 1757 – Rio de Janeiro, 17 settembre 1820) è stato un arcivescovo cattolico italiano.

## Biografia
Figlio del conte Camillo e della contessa Margarita Carleni, intraprese fin da giovane la carriera ecclesiastica, prendendo dapprima i voti minori, poi quelli maggiori e laureandosi in teologia presso l'Università di Macerata.
Fu anche nunzio apostolico in Brasile (ufficialmente era a capo della nunziatura apostolica in Portogallo ma la Corte aveva sede dal 1807, in seguito all'invasione francese, in Brasile).

## Genealogia episcopale
La genealogia episcopale è:
- Cardinale Scipione Rebiba
- Cardinale Giulio Antonio Santorio
- Cardinale Girolamo Bernerio, O.P.
- Arcivescovo Galeazzo Sanvitale
- Cardinale Ludovico Ludovisi
- Cardinale Luigi Caetani
- Cardinale Ulderico Carpegna
- Cardinale Paluzzo Paluzzi Altieri Degli Albertoni
- Papa Benedetto XIII
- Papa Benedetto XIV
- Cardinale Giorgio Doria
- Arcivescovo Andrea Antonio Silverio Minucci
- Cardinale Cesare Brancadoro
- Arcivescovo Giovan Francesco Compagnoni Marefoschi